# Premier League 2016/2017
Soutěžní ročník Premier League 2016/17 byl 25. ročníkem Premier League, tedy anglické nejvyšší fotbalové ligy. Soutěž byla započata 13. srpna 2016 a poslední kolo se odehrálo 21. května 2017.
Chelsea vyhrála svůj pátý titul v Premier League, který si zajistila 12. května dvě kola před koncem po výhře 1:0 nad West Bromwichem Albion. Titul z předchozí sezóny držel Leicester City, který v této sezóně skončil na 12. místě; čímž vytvořil nový rekord v nejhorším umístění obhájců titulu Premier League.

## Složení ligy v ročníku 2016/17
Soutěže se již tradičně účastnilo 20 celků. K prvním sedmnácti z minulého ročníku se připojili nováčci Burnley a Middlesbrough, kteří si účast zajistili již v základní části předcházejícího ročníku EFL Championship, a Hull City, který si účast vybojoval vítězstvím v play off. Opačným směrem putovala mužstva Newcastlu United, Norwiche City a Aston Villy.
| Klub                 | 2015/16          | Město              | Stadión            |
| -------------------- | ---------------- | ------------------ | ------------------ |
| Leicester City       | Zlatá medaile    | Leicester          | King Power Stadium |
| Arsenal              | Stříbrná medaile | Londýn             | Emirates Stadium   |
| Tottenham Hotspur    | Bronzová medaile | Londýn             | White Hart Lane    |
| Manchester City      | 4.               | Manchester         | Etihad Stadium     |
| Manchester United    | 5.               | Manchester         | Old Trafford       |
| Southampton          | 6.               | Southampton        | St Mary's Stadium  |
| West Ham United      | 7.               | Londýn             | London Stadium     |
| Liverpool            | 8.               | Liverpool          | Anfield            |
| Stoke City           | 9.               | Stoke-on-Trent     | Bet365 Stadium     |
| Chelsea              | 10.              | Londýn             | Stamford Bridge    |
| Everton              | 11.              | Liverpool          | Goodison Park      |
| Swansea City         | 12.              | Swansea            | Liberty Stadium    |
| Watford              | 13.              | Watford            | Vicarage Road      |
| West Bromwich Albion | 14.              | West Bromwich      | The Hawthorns      |
| Crystal Palace       | 15.              | Londýn             | Selhurst Park      |
| Bournemouth          | 16.              | Bournemouth        | Dean Court         |
| Sunderland           | 17.              | Sunderland         | Stadium of Light   |
| Burnley              | Championship     | Burnley            | Turf Moor          |
| Middlesbrough        | Championship     | Middlesbrough      | Riverside Stadium  |
| Hull City            | Championship     | Kingston upon Hull | KCOM Stadium       |

### Realizační týmy a dresy
| Klub                 | Trenér              | Kapitán           | Výrobce dresu | Sponzor dresu      |
| -------------------- | ------------------- | ----------------- | ------------- | ------------------ |
| Arsenal              | Arsène Wenger       | Laurent Koscielny | Puma          | Emirates           |
| Bournemouth          | Eddie Howe          | Simon Francis     | JD Sports     | Mansion Group      |
| Burnley              | Sean Dyche          | Tom Heaton        | Puma          | Dafabet            |
| Chelsea              | Antonio Conte       | John Terry        | Adidas        | Yokohama           |
| Crystal Palace       | Sam Allardyce       | Scott Dann        | Macron        | Mansion Group      |
| Everton              | Ronald Koeman       | Phil Jagielka     | Umbro         | Chang              |
| Hull City            | Marco Silva         | Michael Dawson    | Umbro         | SportPesa          |
| Leicester City       | Craig Shakespeare   | Wes Morgan        | Puma          | King Power         |
| Liverpool            | Jürgen Klopp        | Jordan Henderson  | New Balance   | Standard Chartered |
| Manchester City      | Pep Guardiola       | Vincent Kompany   | Nike          | Etihad Airways     |
| Manchester United    | José Mourinho       | Wayne Rooney      | Adidas        | Chevrolet          |
| Middlesbrough        | Steve Agnew         | Grant Leadbitter  | Adidas        | Ramsdens           |
| Southampton          | Claude Puel         | Steven Davis      | Under Armour  | Virgin Media       |
| Stoke City           | Mark Hughes         | Ryan Shawcross    | Macron        | bet365             |
| Sunderland           | David Moyes         | John O'Shea       | Adidas        | Dafabet            |
| Swansea City         | Paul Clement        | Leon Britton      | Joma          | BetEast            |
| Tottenham Hotspur    | Mauricio Pochettino | Hugo Lloris       | Under Armour  | AIA                |
| Watford              | Walter Mazzarri     | Troy Deeney       | Dryworld      | 138.com            |
| West Bromwich Albion | Tony Pulis          | Darren Fletcher   | Adidas        | UK-K8.com          |
| West Ham United      | Slaven Bilić        | Mark Noble        | Umbro         | Betway             |

### Trenérské změny
| Klub              | Odcházející trenér                 | Důvod odchodu                   | Datum odchodu     | Pozice v tabulce | Příchozí trenér   | Datum příchodu    |
| ----------------- | ---------------------------------- | ------------------------------- | ----------------- | ---------------- | ----------------- | ----------------- |
| Manchester United | Louis van Gaal                     | Vyhozen                         | 23. května 2016   | Před sezónou     | José Mourinho     | 27. května 2016   |
| Southampton       | Ronald Koeman                      | Přesun do Evertonu              | 14. června 2016   | Před sezónou     | Claude Puel       | 30. června 2016   |
| Everton           | David Unsworth Joe Royle (dočasní) | Konec smlouvy                   | 14. června 2016   | Před sezónou     | Ronald Koeman     | 14. června 2016   |
| Chelsea           | Guus Hiddink                       | Konec smlouvy                   | 30. června 2016   | Před sezónou     | Antonio Conte     | 1. července 2016  |
| Manchester City   | Manuel Pellegrini                  | Konec smlouvy                   | 30. června 2016   | Před sezónou     | Pep Guardiola     | 1. července 2016  |
| Watford           | Quique Sánchez Flores              | Vzájemná dohoda                 | 30. června 2016   | Před sezónou     | Walter Mazzarri   | 1. července 2016  |
| Hull City         | Steve Bruce                        | Rezignace                       | 22. července 2016 | Před sezónou     | Mike Phelan       | 22. července 2016 |
| Sunderland        | Sam Allardyce                      | Přesun do Anglické reprezentace | 22. července 2016 | Před sezónou     | David Moyes       | 23. července 2016 |
| Swansea City      | Francesco Guidolin                 | Vyhozen                         | 3. října 2016     | 17. místo        | Bob Bradley       | 3. října 2016     |
| Crystal Palace    | Alan Pardew                        | Vyhozen                         | 22. prosince 2016 | 17. místo        | Sam Allardyce     | 23. prosince 2016 |
| Swansea City      | Bob Bradley                        | Vyhozen                         | 27. prosince 2016 | 19. místo        | Paul Clement      | 2. ledna 2017     |
| Hull City         | Mike Phelan                        | Vyhozen                         | 3. ledna 2017     | 20. místo        | Marco Silva       | 5. ledna 2017     |
| Leicester City    | Claudio Ranieri                    | Vyhozen                         | 23. února 2017    | 17. místo        | Craig Shakespeare | 12. března 2017   |
| Middlesbrough     | Aitor Karanka                      | Vzájemná dohoda                 | 16. března 2017   | 19. místo        | Steve Agnew       | 16. března 2017   |

## Tabulka
| Poř. | Tým                  | Z  | V  | R  | P  | VG | OG | B  |
| ---- | -------------------- | -- | -- | -- | -- | -- | -- | -- |
| 1.   | Chelsea (C)          | 38 | 30 | 3  | 5  | 85 | 33 | 93 |
| 2.   | Tottenham Hotspur    | 38 | 26 | 8  | 4  | 86 | 26 | 86 |
| 3.   | Manchester City      | 38 | 23 | 9  | 6  | 80 | 39 | 78 |
| 4.   | Liverpool            | 38 | 22 | 10 | 6  | 78 | 42 | 76 |
| 5.   | Arsenal              | 38 | 23 | 6  | 9  | 77 | 44 | 75 |
| 6.   | Manchester United    | 38 | 18 | 15 | 5  | 54 | 29 | 69 |
| 7.   | Everton              | 38 | 17 | 10 | 11 | 62 | 44 | 61 |
| 8.   | Southampton          | 38 | 12 | 10 | 16 | 41 | 48 | 46 |
| 9.   | Bournemouth          | 38 | 12 | 10 | 16 | 55 | 67 | 46 |
| 10.  | West Bromwich Albion | 38 | 12 | 9  | 17 | 43 | 51 | 45 |
| 11.  | West Ham United      | 38 | 12 | 9  | 17 | 47 | 64 | 45 |
| 12.  | Leicester City       | 38 | 12 | 8  | 18 | 48 | 63 | 44 |
| 13.  | Stoke City           | 38 | 11 | 11 | 16 | 41 | 56 | 44 |
| 14.  | Crystal Palace       | 38 | 12 | 5  | 21 | 50 | 63 | 41 |
| 15.  | Swansea City         | 38 | 12 | 5  | 21 | 45 | 70 | 41 |
| 16.  | Burnley              | 38 | 11 | 7  | 20 | 39 | 55 | 40 |
| 17.  | Watford              | 38 | 11 | 7  | 20 | 40 | 68 | 40 |
| 18.  | Hull City (R)        | 38 | 9  | 7  | 22 | 37 | 80 | 34 |
| 19.  | Middlesbrough (R)    | 38 | 5  | 13 | 20 | 27 | 53 | 28 |
| 20.  | Sunderland (R)       | 38 | 6  | 6  | 26 | 29 | 69 | 24 |

Pravidla pro klasifikaci: 1) Body; 2) Gólový rozdíl; 3) vstřelené góly; 4.1) Body získané ve vzájemných zápasech; 4.2) Vstřelené góly ve vzájemných zápasech; 4.3) Play-off
(C) Šampion; (R) Sestupující
|  | Přímý postup do Ligy mistrů              |
|  | Postup do play-off Ligy mistrů           |
|  | Přímý postup do Evropské ligy            |
|  | Postup do třetího předkola Evropské ligy |
|  | Sestup do EFL Championship               |

Poznámky
1. ↑  Jelikož Manchester United vyhrál Evropskou ligu, kvalifikoval se tak do skupinové fáze Ligy mistrů.
2. ↑  Jelikož vítěz poháru EFL Cupu Manchester United se kvalifikoval do evropských pohárů i z ligy, tak jeho místo v evropských pohárech připadlo 7. týmu anglické ligy.

## Statistiky

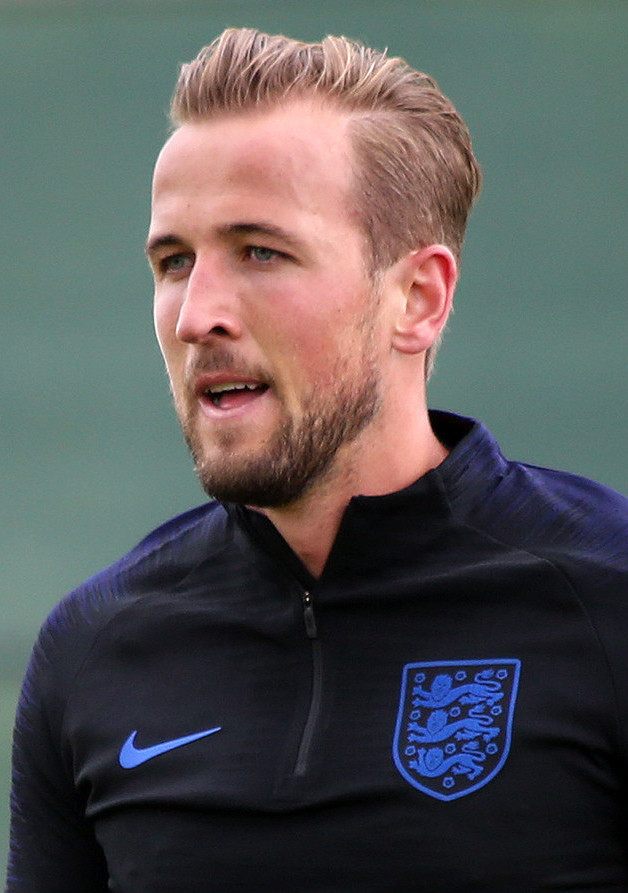
Harry Kane vyhrál ocenění Premier League Golden Boot poté, co vstřelil 29 gólů v sezóně. Stal se také hráčem s největším počtem hattricků v ročníků, když dal 4.

### Střelci

#### Nejlepší střelci
|     | Hráč               | Klub              | Góly |
| --- | ------------------ | ----------------- | ---- |
| 1.  | Harry Kane         | Tottenham Hotspur | 29   |
| 2.  | Romelu Lukaku      | Everton           | 25   |
| 3.  | Alexis Sánchez     | Arsenal           | 24   |
| 4.  | Sergio Agüero      | Manchester City   | 20   |
| 4.  | Diego Costa        | Chelsea           | 20   |
| 6.  | Dele Alli          | Tottenham Hotspur | 18   |
| 7.  | Zlatan Ibrahimović | Manchester United | 17   |
| 8.  | Eden Hazard        | Chelsea           | 16   |
| 8.  | Joshua King        | Bournemouth       | 16   |
| 10. | Christian Benteke  | Crystal Palace    | 15   |
| 10. | Jermain Defoe      | Sunderland        | 15   |
| 10. | Fernando Llorente  | Swansea City      | 15   |

#### Hattricky
| Hráč           | Klub                 | Soupeř               | Skóre   | Datum             | Ref.    |
| -------------- | -------------------- | -------------------- | ------- | ----------------- | ------- |
| Romelu Lukaku  | Everton              | Sunderland           | 3–0 (A) | 12. září 2016     | [ 91 ]  |
| Alexis Sánchez | Arsenal              | West Ham United      | 5–1 (A) | 3. prosince 2016  | [ 92 ]  |
| Jamie Vardy    | Leicester City       | Manchester City      | 4–2 (H) | 10. prosince 2016 | [ 93 ]  |
| Salomón Rondón | West Bromwich Albion | Swansea City         | 3–1 (H) | 14. prosince 2016 | [ 94 ]  |
| Andre Gray     | Burnley              | Sunderland           | 4–1 (H) | 31. prosince 2016 | [ 95 ]  |
| Harry Kane     | Tottenham Hotspur    | West Bromwich Albion | 4–0 (H) | 14. ledna 2017    | [ 96 ]  |
| Romelu Lukaku4 | Everton              | Bournemouth          | 6–3 (H) | 4. února 2017     | [ 97 ]  |
| Harry Kane     | Tottenham Hotspur    | Stoke City           | 4–0 (H) | 26. února 2017    | [ 98 ]  |
| Joshua King    | Bournemouth          | West Ham United      | 3–2 (H) | 11. března 2017   | [ 99 ]  |
| Harry Kane4    | Tottenham Hotspur    | Leicester City       | 6–1 (A) | 18. května 2017   | [ 100 ] |
| Harry Kane     | Tottenham Hotspur    | Hull City            | 7–1 (A) | 21. května 2017   | [ 101 ] |

Poznámky
4 Hráč vstřelil 4 góly
(D) – Domácí tým
(H) – Hostující tým

#### Nejlepší asistenti

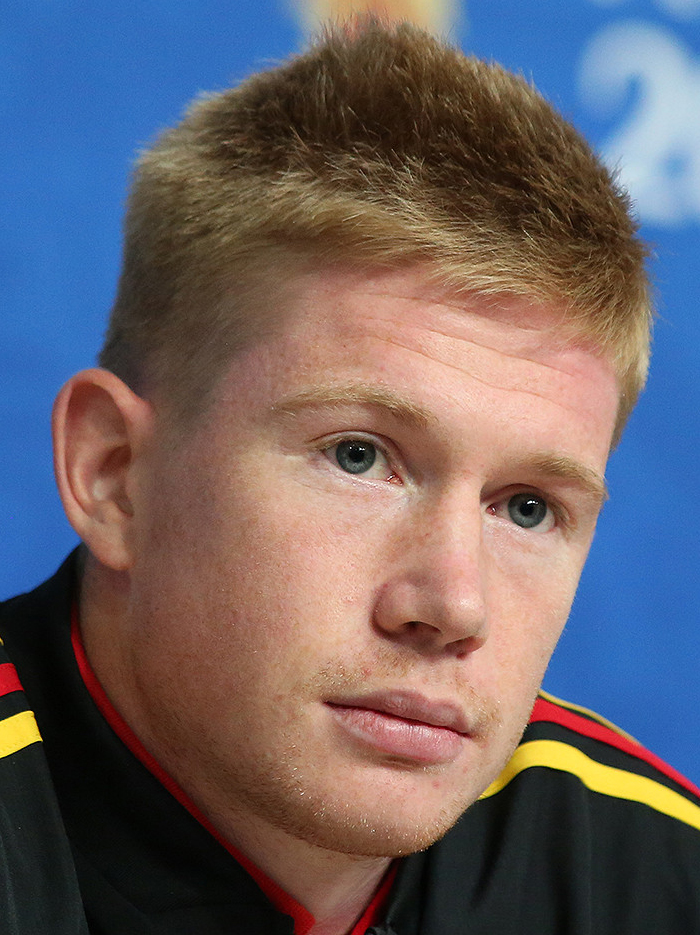
Kevin De Bruyne asistoval na 18 gólů a získal ocenění Premier League Playmaker of the Season.

|     | Hráč                | Klub                 | Asistence |
| --- | ------------------- | -------------------- | --------- |
| 1.  | Kevin De Bruyne     | Manchester City      | 18        |
| 2.  | Christian Eriksen   | Tottenham Hotspur    | 15        |
| 3.  | Gylfi Sigurðsson    | Swansea City         | 13        |
| 4.  | Cesc Fàbregas       | Chelsea              | 12        |
| 5.  | Alexis Sánchez      | Arsenal              | 10        |
| 6.  | Mesut Özil          | Arsenal              | 9         |
| 6.  | Pedro               | Chelsea              | 9         |
| 6.  | Georginio Wijnaldum | Liverpool            | 9         |
| 6.  | Wilfried Zaha       | Crystal Palace       | 9         |
| 10. | Ross Barkley        | Everton              | 8         |
| 10. | Matt Phillips       | West Bromwich Albion | 8         |

### Čistá konta

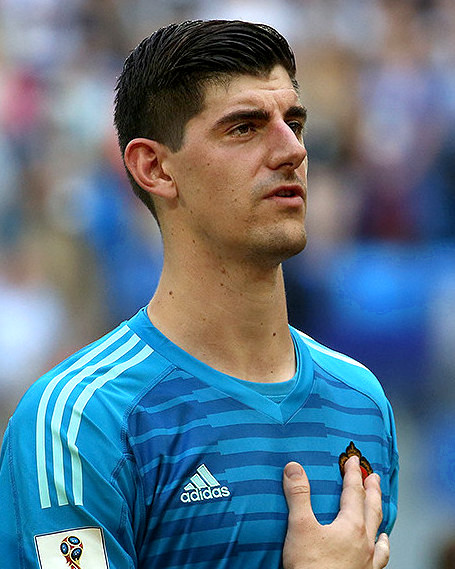
Thibaut Courtois vyhrál Zlatou rukavici Premier League, když vychytal 16 čistých kont v dresu Chelsea.

|   | Hráč             | Klub              | Čistá konta |
| - | ---------------- | ----------------- | ----------- |
| 1 | Thibaut Courtois | Chelsea           | 16          |
| 2 | Hugo Lloris      | Tottenham Hotspur | 15          |
| 3 | David de Gea     | Manchester United | 14          |
| 3 | Fraser Forster   | Southampton       | 14          |
| 5 | Petr Čech        | Arsenal           | 12          |
| 6 | Tom Heaton       | Burnley           | 10          |
| 6 | Joel Robles      | Everton           | 10          |
| 8 | Artur Boruc      | Bournemouth       | 9           |
| 8 | Lee Grant        | Stoke City        | 9           |
| 8 | Simon Mignolet   | Liverpool         | 9           |

### Disciplína

#### Hráči
- Nejvíce žlutých karet: 14[104]
  -  José Holebas (Watford)
- Nejvíce červených karet: 2[105]
  -  Miguel Britos (Watford)
  -  Fernandinho (Manchester City)
  -  Granit Xhaka (Arsenal)

#### Klub
- Nejvíce žlutých karet: 84[106]
  - Watford

- Nejvíce červených karet: 5[107]
  - Hull City
  - Watford
  - West Ham United

## Ocenění

### Měsíční
| Měsíc    | Trenér měsíce       | Trenér měsíce     | Hráč měsíce        | Hráč měsíce       | Gól měsíce         | Gól měsíce        | Reference               |
| Měsíc    | Trenér              | Klub              | Hráč               | Klub              | Hráč               | Klub              | Reference               |
| -------- | ------------------- | ----------------- | ------------------ | ----------------- | ------------------ | ----------------- | ----------------------- |
| Srpen    | Mike Phelan         | Hull City         | Raheem Sterling    | Manchester City   | Cristhian Stuani   | Middlesbrough     | [ 108 ] [ 109 ]         |
| Září     | Jürgen Klopp        | Liverpool         | Son Hung-min       | Tottenham Hotspur | Jordan Henderson   | Liverpool         | [ 110 ] [ 111 ]         |
| Říjen    | Antonio Conte       | Chelsea           | Eden Hazard        | Chelsea           | Dimitri Payet      | West Ham United   | [ 112 ] [ 113 ] [ 114 ] |
| Listopad | Antonio Conte       | Chelsea           | Diego Costa        | Chelsea           | Pedro              | Chelsea           | [ 115 ] [ 116 ] [ 117 ] |
| Prosinec | Antonio Conte       | Chelsea           | Zlatan Ibrahimović | Manchester United | Henrich Mchitarjan | Manchester United | [ 118 ] [ 119 ] [ 120 ] |
| Leden    | Paul Clement        | Swansea City      | Dele Alli          | Tottenham Hotspur | Andy Carroll       | West Ham United   | [ 121 ] [ 122 ] [ 123 ] |
| Únor     | Pep Guardiola       | Manchester City   | Harry Kane         | Tottenham Hotspur | Eden Hazard        | Chelsea           | [ 124 ] [ 125 ] [ 126 ] |
| Březen   | Eddie Howe          | Bournemouth       | Romelu Lukaku      | Everton           | Andros Townsend    | Crystal Palace    | [ 127 ] [ 128 ] [ 129 ] |
| Duben    | Mauricio Pochettino | Tottenham Hotspur | Son Hung-min       | Tottenham Hotspur | Pedro              | Chelsea           | [ 130 ] [ 131 ] [ 132 ] |

### Roční ocenění
| Ocenění                              | Vítěz         | Klub              |
| ------------------------------------ | ------------- | ----------------- |
| Premier League Manager of the Season | Antonio Conte | Chelsea           |
| Premier League Player of the Season  | N'Golo Kanté  | Chelsea           |
| Premier League Goal of the Season    | Emre Can      | Liverpool         |
| PFA Players' Player of the Year      | N'Golo Kanté  | Chelsea           |
| PFA Young Player of the Year         | Dele Alli     | Tottenham Hotspur |
| Hráč roku dle FWA                    | N'Golo Kanté  | Chelsea           |

| PFA Team of the Year | PFA Team of the Year             | PFA Team of the Year             | PFA Team of the Year             | PFA Team of the Year             | PFA Team of the Year             | PFA Team of the Year             | PFA Team of the Year             | PFA Team of the Year             | PFA Team of the Year             | PFA Team of the Year             | PFA Team of the Year             | PFA Team of the Year             |
| -------------------- | -------------------------------- | -------------------------------- | -------------------------------- | -------------------------------- | -------------------------------- | -------------------------------- | -------------------------------- | -------------------------------- | -------------------------------- | -------------------------------- | -------------------------------- | -------------------------------- |
| Brankář              | David de Gea (Manchester United) | David de Gea (Manchester United) | David de Gea (Manchester United) | David de Gea (Manchester United) | David de Gea (Manchester United) | David de Gea (Manchester United) | David de Gea (Manchester United) | David de Gea (Manchester United) | David de Gea (Manchester United) | David de Gea (Manchester United) | David de Gea (Manchester United) | David de Gea (Manchester United) |
| Obránci              | Kyle Walker (Tottenham Hotspur)  | Kyle Walker (Tottenham Hotspur)  | Kyle Walker (Tottenham Hotspur)  | Gary Cahill (Chelsea)            | Gary Cahill (Chelsea)            | Gary Cahill (Chelsea)            | David Luiz (Chelsea)             | David Luiz (Chelsea)             | David Luiz (Chelsea)             | Danny Rose (Tottenham Hotspur)   | Danny Rose (Tottenham Hotspur)   | Danny Rose (Tottenham Hotspur)   |
| Záložníci            | Eden Hazard (Chelsea)            | Eden Hazard (Chelsea)            | Eden Hazard (Chelsea)            | Dele Alli (Tottenham Hotspur)    | Dele Alli (Tottenham Hotspur)    | Dele Alli (Tottenham Hotspur)    | N'Golo Kanté (Chelsea)           | N'Golo Kanté (Chelsea)           | N'Golo Kanté (Chelsea)           | Sadio Mané (Liverpool)           | Sadio Mané (Liverpool)           | Sadio Mané (Liverpool)           |
| Útočníci             | Harry Kane (Tottenham Hotspur)   | Harry Kane (Tottenham Hotspur)   | Harry Kane (Tottenham Hotspur)   | Harry Kane (Tottenham Hotspur)   | Harry Kane (Tottenham Hotspur)   | Harry Kane (Tottenham Hotspur)   | Romelu Lukaku (Everton)          | Romelu Lukaku (Everton)          | Romelu Lukaku (Everton)          | Romelu Lukaku (Everton)          | Romelu Lukaku (Everton)          | Romelu Lukaku (Everton)          |

## Vítěz
| Premier League 2016/17 Chelsea (5. titul) |